# Western Sydney Wanderers Football Club
Western Sydney Wanderers Football Club (coloquialmente conocido como Western Sydney, o simplemente Wanderers) es un club de fútbol profesional australiano con sede en la región occidental de Sídney, Nueva Gales del Sur. Compite en la principal liga de fútbol del país, la A-League, bajo licencia de la Federación de Fútbol de Australia (FFA). El club se ha establecido como una fuerza importante tanto en Australia como en Asia, habiendo ganado un campeonato de la A-League y un título de la Liga de Campeones de la AFC en su corta historia.
Fundado en abril de 2011 por la propia FFA, los Wanderers se establecieron con un fuerte enfoque comunitario. Una serie de foros comunitarios en Western Sydney ayudaron a elegir el nombre y los colores del club, así como su cultura y estilo de juego. La temporada inaugural récord del club les llevó al liderazgo de la A-League y vio al club llegar a la gran final de la A-League 2013. El club volvió a disputar la Gran Final de la A-League 2014 y asegurarse el segundo lugar en su segunda temporada de la liga. El club también se coronó campeones asiáticos de la Liga de Campeones de la AFC 2014, en su temporada debut, convirtiéndose en el primer y hasta el momento único equipo australiano en ganar el torneo.
La sede del club está una instalación en Blacktown, y actualmente juega sus partidos en el Stadium Australia y Sydney Showground Stadium mientras espera que se complete el nuevo Western Sydney Stadium. Su base de la fundación el estadio Parramatta se cerró y demolió en 2017 como parte del proceso para la construcción del nuevo estadio. Un equipo juvenil de la academia compite en la Liga Nacional Juvenil y el National Premier Leagues NSW. Su sección de fútbol femenino compite en la W-League. Los partidos juveniles y femeninos se juegan en varios lugares en el oeste de Sydney, incluidos el estadio Marconi, Campbelltown Stadium y Cook Park. El club también tiene un equipo de fútbol en silla motorizada que compite en la División de Fútbol de la División Oeste de la NSW, con partidos disputados en el Estadio Kevin Betts en Mt Druitt.

## Historia
Desde la creación de la A-League en 2005, el distrito oeste de Sídney, una zona con tradición futbolística, había intentado acoger un equipo profesional. Con ocho franquicias disponibles para cada una de las ciudades más importantes, la Federación de Fútbol de Australia obligó a que el candidato de Sídney utilizase el Sydney Football Stadium, al este de la ciudad. La decisión federativa frustró a la candidatura de la zona oeste, que pretendía disputar sus partidos en Parramatta. Finalmente, el seleccionado fue Sydney Football Club, que además ingresó con un acuerdo de exclusividad local por cinco años.
Años más tarde, la liga amplió su número de participantes y un consorcio del distrito oeste, liderado por el empresario Ian Rowden, presentó una candidatura bajo el nombre Sydney Rovers F. C. En septiembre de 2009, la FFA le otorgó una franquicia de expansión para la temporada 2011-12. Sin embargo, el grupo no hizo frente a los requisitos económicos y se le retiró la invitación. Después de que algunas de las franquicias de expansión en ciudades menos pobladas fracasasen, la A-League cambió su política y aceptó que las más importantes, Sídney y Melbourne, contasen con más de un club. 
El 4 de abril de 2012, la FFA anunció un nuevo equipo para el distrito oeste de Sídney, que fue apoyado por futbolistas internacionales como Scott Chipperfield, Tim Cahill y Lucas Neill. El organismo controlaría al club durante un máximo de tres años hasta que encontrase un comprador, para lo que nombró presidente a Lyall Gorman, exdirigente del Central Coast Mariners, y entrenadores a Tony Popovic y Ante Milicic. Además, estableció encuentros con ciudadanos de la zona para decidir el nombre, los colores y el estadio. El 25 de junio de 2012 se hizo oficial que jugaría sus encuentros en el estadio de Parramatta y se llamaría Western Sydney Wanderers.
Debutó en la temporada 2012-13 con Michael Beauchamp como capitán y el japonés Shinji Ono de jugador franquicia. En su año inaugural se proclamó campeón de la temporada regular y estuvieron a punto de ganar la liga, pero cayeron en la final frente a Central Coast Mariners por 0:2. En la campaña 2013-14 sucedió algo parecido, porque superaron la fase final pero perdieron el último encuentro contra Brisbane Roar F. C. Al finalizar el curso, se hizo oficial que un consorcio liderado por Paul Lederer, dueño de la empresa cárnica Primo Smallgoods, había comprado la franquicia por 10 millones de dólares australianos.
Western Sydney se proclamó vencedor de la Liga de Campeones de la AFC en su edición de 2014, después de derrotar en la final al Al-Hilal por 1:0 en la ida (gol de Tomi Juric) y 0:0 en la vuelta. En la Copa Mundial de Clubes fueron eliminados en cuartos de final por el Cruz Azul mexicano en la prórroga, y quedaron sextos al perder contra el E. S. Sétif argelino en los penaltis.

## Símbolos

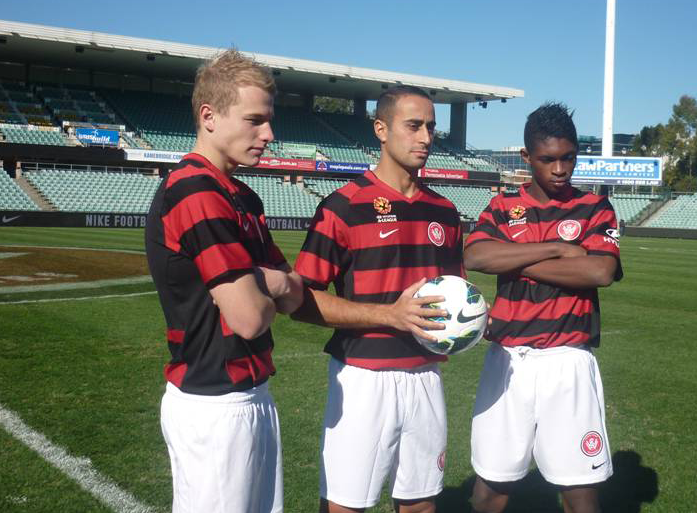
Presentación de las equipaciones.

El nombre del club, Western Sydney Wanderers, fue elegido por la comunidad del distrito oeste, que votó cinco candidaturas (Athletic, Wanderers, Wolves, Strikers y Rangers). La denominación Wanderers rinde homenaje a "The Wanderers", pionero del fútbol en Nueva Gales del Sur, que disputó en Parramatta su primer partido el 14 de agosto de 1880 contra un club de rugby local. También se seleccionaron el rojo, negro y blanco como colores sociales.
El escudo está formado por un logotipo estilizado de color blanco con las iniciales del club, sobre un fondo rojo con el nombre completo y rodeado por un círculo negro.

## Uniforme
Western Sydney Wanderers juega con una equipación titular de rojo, negro y blanco, seleccionada por los aficionados. El fabricante de la ropa es Nike, mientras que el patrocinador es la aseguradora NRMA (National Roads and Motorists' Association).
- Uniforme titular: Camiseta roja y negra a rayas horizontales, pantalón blanco, medias negras.
- Uniforme alternativo: Camiseta blanca con rayas horizontales negras, pantalón blanco, medias blancas.

## Estadio

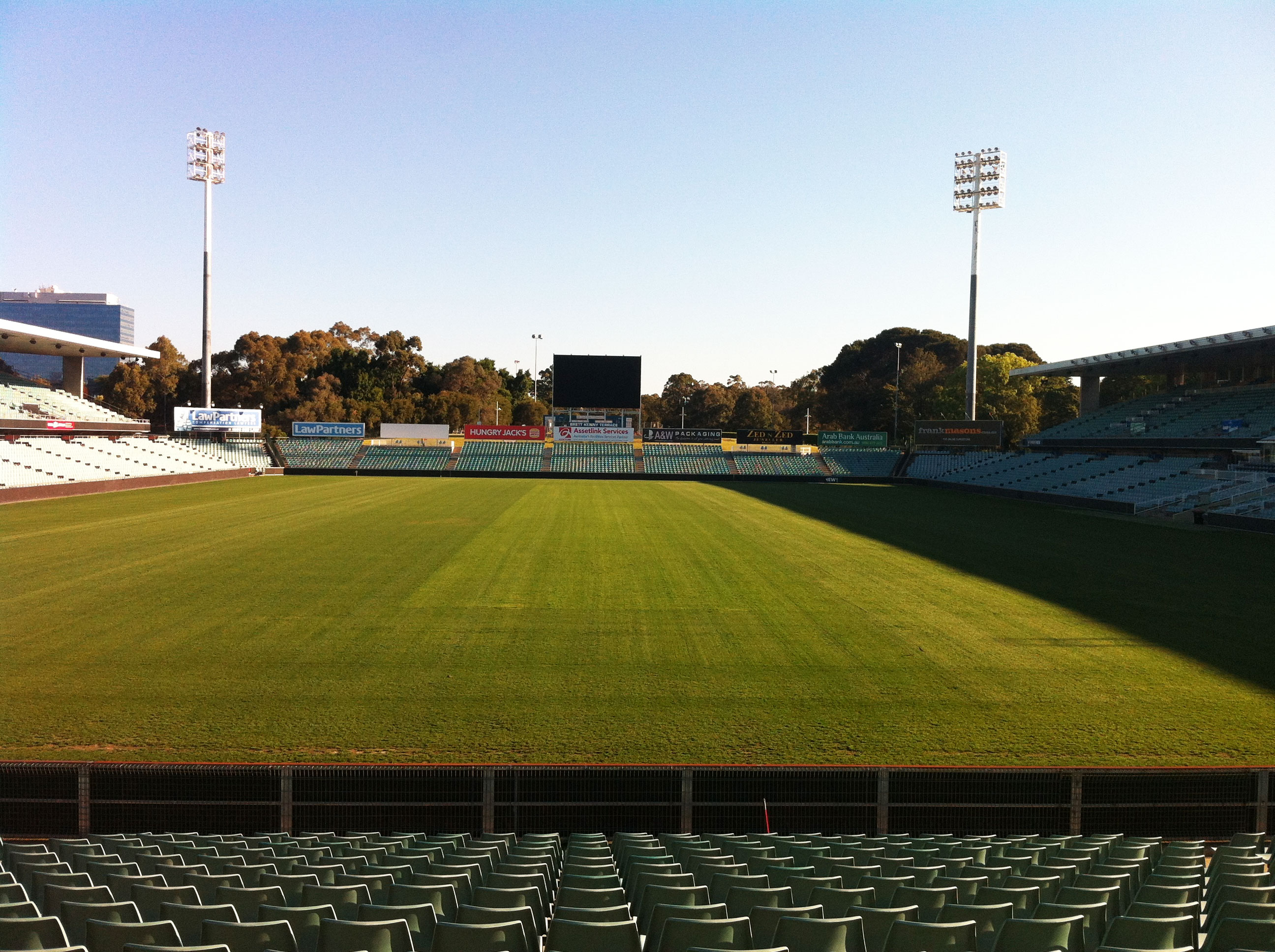
Interior del Parramatta Stadium.

El campo donde el Western Sydney Wanderers juega sus partidos como local es el Parramatta Stadium (en español, Estadio de Parramatta). Cuenta con capacidad para 21.487 espectadores y césped natural. Comparte cancha con Parramatta Eels, un equipo de rugby a 13 que participa en la National Rugby League. La comunidad del distrito oeste de Sídney lo seleccionó como la opción favorita, aunque también expresó su deseo de contar con un estadio en propiedad algún día.
Fue inaugurado el 5 de marzo de 1986 por la reina Isabel II del Reino Unido y aunque es más conocido por el rugby, también se juegan en él partidos de fútbol y béisbol. Fue el estadio del Parramatta Power, un equipo de la extinta National Soccer League, desde 1999 hasta 2004. Además, ha albergado conciertos de artistas tan importantes como Michael Jackson o Paul McCartney, quienes llenaron el recinto durante dos días consecutivos en 1986 y 1993, respectivamente.

## Apoyo
| Temporada | Asistencia | Miembros |                                          |
| --------- | ---------- | -------- | ---------------------------------------- |
| 2012–13   | 12,466     | 7,500    |                                          |
| 2013–14   | 14,860     | 16,100   |                                          |
| 2014–15   | 12,520     | 18,706   |                                          |
| 2015–16   | 14,297     | 18,370   |                                          |
| 2016–17   | 17,745     | 20,021   |                                          |
| 2017–18   | 11,924     | 19,025   |                                          |
| 2018–19   | 9,191      | 16,623   |                                          |
| 2019–20   | 9,872*     | 17,325   | *Afectado por las restricciones de COVID |
| 2020–21   | 8,062      | 18,536   |                                          |

| Es difícil para un entrenador controlar lo que está sucediendo en el campo cuando el nivel de ruido es tan alto.— — John Aloisi comentando sobre la multitud local después de perder ante Wanderers en las semifinales de 2015–16 A-League, abril 2016. |

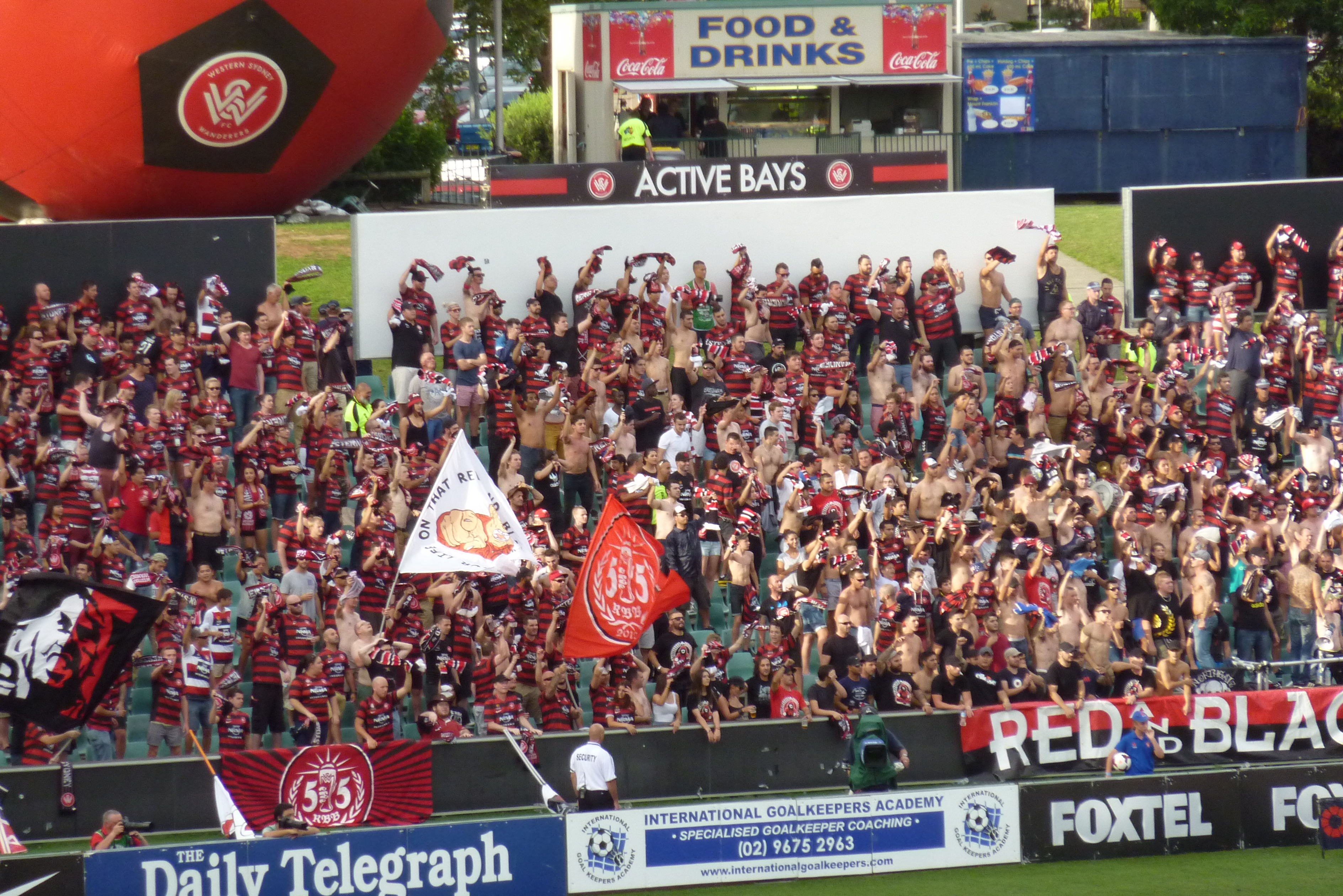
Aficionados de Western Sydney Wanderers en Parramatta Stadium

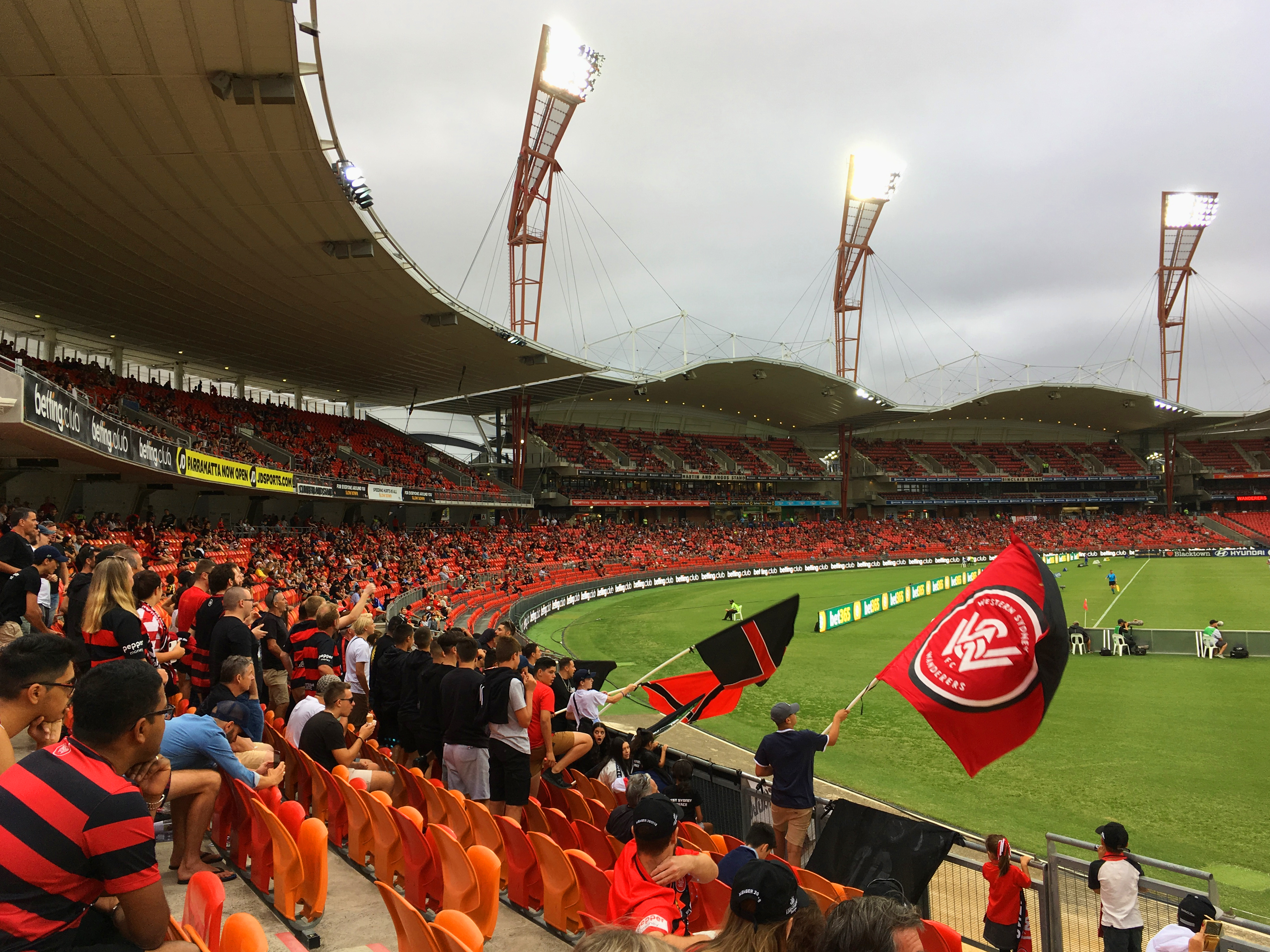
Grupo de seguidores "West Sydney Terrace" en Sydney Showground Stadium

Western Sydney Wanderers es uno de los clubes mejor apoyados de la A-League. El principal grupo de seguidores del club es el "Red and Black Bloc" (RBB). El grupo independiente se estableció en junio de 2012, con sus miembros fundadores conectando meses antes en foros en línea y realizando reuniones en el Woolpack Hotel de Parramatta. El grupo hizo su primera aparición asistiendo al primer juego del club el 25 de julio de 2012, donde Wanderers jugó contra Nepean FC en Cook Park. En el partido, el grupo se reunió en el extremo norte del campo y apoyó con entusiasmo al nuevo equipo. The Daily Telegraph destacó el impresionante debut del grupo, mientras que The Sydney Morning Herald describió al grupo como "un ruidoso grupo en la colina norte".
El RBB ha recibido muchos elogios y atención por el ambiente y la pasión que producen, en especial su canto de llamada y respuesta "¿Por quién cantamos?". El RBB realiza The Poznań en el minuto 80 de los partidos, en reconocimiento a la historia asociada con el fútbol en Parramatta, ya que el primer partido de este deporte en Australia se jugó allí en el año 1880. El grupo también está activo en causas benéficas locales. Tras el desastre de los incendios forestales de Nueva Gales del Sur en 2013, el RBB recaudó $15,000 para ayudar al NSW Salvation Army Bushfire Appeal.
El 2 de octubre de 2014, 5,000 seguidores de Wanderers asistieron a una transmisión en vivo de la segunda etapa de la 2014 AFC Champions League Final en Centenary Square, en el CBD de Parramatta. El evento fue seguido por miles de fanáticos que se presentaron para recibir a los recién coronados campeones de Asia en el Aeropuerto de Sídney.
El 28 de diciembre de 2013, seguidores de Western Sydney Wanderers se vieron involucrados en un altercado con un grupo de seguidores del Melbourne Victory en una calle de Melbourne antes de un partido de liga. A este incidente le siguió el encendido de una bengala por parte de los seguidores del club durante el partido en el Melbourne Rectangular Stadium. El 3 de enero de 2014, la FFA respondió acusando a ambos clubes de desprestigiar el juego. También se tomaron medidas contra varios individuos, con la policía posteriormente acusando a tres seguidores involucrados en el incidente en los meses siguientes.
El 19 de abril de 2013, la banda australiana de rock-pop Exit Row (Andrew Torrisi, Nick Ferreri, Raf Lavorato, Jeremy Azzopardi y Aaron Tarasiewicz) lanzó su sencillo debut "Welcome To Our Wanderland", un himno de Western Sydney Wanderers. La letra de la canción era sobre el club, el RBB, y Western Sydney, con el canto del RBB "Who do we sing for?" utilizado en el estribillo. La canción alcanzó el puesto 93 en la lista de iTunes de Australia.
Al final de su temporada inaugural, Western Sydney Wanderers había aumentado su base de miembros a 7,500 personas, con un total de asistentes a los partidos en casa alcanzando 174,520, con un promedio de 12,466. Al comienzo de su segunda temporada, la membresía del club había crecido al doble, alcanzando un límite establecido de 16,100 miembros, con más de 2,000 en espera. Además, la segunda temporada vio un aumento a 193,178 en total y 14,860 en promedio de asistentes a los partidos en casa. En su tercera temporada, el club había aumentado a 18,706 miembros con entradas de temporada.
Entre los aficionados notables de los Wanderers se encuentran Ian "Dicko" Dickson, Laura Dundovic, Nicole da Silva, Lucy Zelic, Paul Croft, Montaigne, y Jamie Soward.

## Entrenadores
| País      | Nombre               | Desde               | Hasta               | Títulos                    |
| --------- | -------------------- | ------------------- | ------------------- | -------------------------- |
| Australia | Tony Popovic         | 17 de mayo 2012     | 1 de octubre 2017   | Liga de Campeones AFC 2014 |
| Australia | Hayden Foxe          | 3 de octubre 2017   | 1 de noviembre 2017 |                            |
| España    | Josep Gombau         | 1 de noviembre 2017 | 19 de abril 2018    |                            |
| Alemania  | Markus Babbel        | 19 de mayo 2018     | 20 de enero 2020    |                            |
| Australia | Jean-Paul de Marigny | 20 de enero 2020    | 12 de octubre 2020  |                            |
| Gales     | Carl Robinson        | 15 de octubre 2020  | 30 de enero 2022    |                            |
| Australia | Marko Rudan          | 31 de enero 2022    | 16 de mayo 2024     |                            |
| Australia | Alen Stajcic         | 25 de junio 2024    | presente            |                            |

## Palmarés
| Torneos Nacionales | Torneos Nacionales | Torneos Nacionales        |
| Competición        | Títulos            | Subtítulos                |
| ------------------ | ------------------ | ------------------------- |
| A-League (0/3)     | -                  | 2012-13, 2013-14, 2015-16 |

| Torneos Internacionales (1)       | Torneos Internacionales (1) | Torneos Internacionales (1) |
| Competición                       | Títulos                     | Subtítulos                  |
| --------------------------------- | --------------------------- | --------------------------- |
| Liga de Campeones de la AFC (1/0) | 2014                        | -                           |

## Estadísticas en competiciones Internacionales

### Por competencia
| Torneo                            | TJ | PJ | PG | PE | PP | GF | GC | DG | Puntos |
| --------------------------------- | -- | -- | -- | -- | -- | -- | -- | -- | ------ |
| Liga de Campeones de la AFC       | 3  | 26 | 12 | 4  | 10 | 38 | 39 | -1 | 40     |
| Copa Mundial de Clubes de la FIFA | 1  | 2  | 0  | 1  | 1  | 3  | 5  | -2 | 1      |
| Total                             | 4  | 28 | 12 | 5  | 11 | 41 | 44 | -3 | 41     |